# Nemesis (ster)
De naam Nemesis is in 1984 gegeven aan een hypothetische rode dwerg of bruine dwerg die rond de zon zou cirkelen op een afstand van 50.000-100.000 AE. 
Het voorstel is afkomstig van Richard A. Muller, en werd gedaan om een cyclus in massaal uitsterven van soorten op Aarde te verklaren. Deze cyclus van circa 26 miljoen jaar was eerder gemeld door David Raup en Jack Sepkoski. Volgens de Nemesis-hypothese zou de zon een kleinere ster als begeleider hebben die elke 26 miljoen jaar in de buurt van de Oortwolk zou komen en daar de baan van kometen zou verstoren, waarvan een deel op Aarde terechtkomt en zo verantwoordelijk zou zijn voor een uitstervingsgolf.
Er zijn nooit directe aanwijzingen voor een dergelijk object gevonden en de cyclus van 26 miljoen jaar in het uitsterven van organismen op Aarde staat ter discussie.